# Unisaccoides vitellosus
Unisaccoides vitellosus är en plattmaskart. Unisaccoides vitellosus ingår i släktet Unisaccoides och familjen Haploporidae. Inga underarter finns listade i Catalogue of Life.